# 女の斜塔
『女の斜塔』（おんなのしゃとう）は、1964年に発表された梶山季之の社会小説。

## 内容
建築業界を舞台にした、教授、弟子とそれにまつわる女性陣の暗躍と恋愛遍歴を描く。上流社会の内部に流れる人間模様を色濃く抉る長編

## 登場人物
- 徳武良吉 - 工学博士。組み立て住宅の量産システムの考案者。ロマンスグレイの銀髪。婿養子。
- 徳武奈津子 - 徳武博士の娘。
- 徳武鈴江 - 徳武博士の妻。家付き娘で良吉を婿に迎えた。奈津子の母。
- 加賀淳吉 -  徳武博士の弟子。無口。
- 奈良井次郎 - 同じく博士の弟子。長身で銀行頭取の息子。
- 笹井冬子 - 加賀の婚約者。

## 経緯
『女性明星』1964年連載。全国の本屋でどういう物語が人気か調査し、若い女性を集めてマーケッティング・リサーチを集めてから連載開始した。

## 書誌情報
- 『女の斜塔（愛欲篇）』（集英社 1964年）
- 『女の斜塔（復讐篇）』（同 1964年）
- 『女の斜塔　愛欲編 ＜コンパクト・ブックス＞』（集英社・新書版 1966年）
- 『女の斜塔　復讐篇 ＜コンパクト・ブックス＞』（同 1964年）
- 『女の斜塔』（集英社文庫 1983年）ISBN 4-08-750475-1（合本・全1冊）

## 関連事項
- プレハブ